# وایمالو (هاوایی)
وایمالو (به انگلیسی: Waimalu) یک منطقهٔ مسکونی در ایالات متحده آمریکا است که در هونولولو واقع شده‌است. وایمالو ۵٫۰ کیلومتر مربع مساحت و ۱۳٬۷۳۰ نفر جمعیت دارد و ۱۱۵ متر بالاتر از سطح دریا واقع شده‌است.